# Postřelmůvek
Obec Postřelmůvek (německy Klein Heilendorf) se nachází v okrese Šumperk v Olomouckém kraji. Žije zde 303 obyvatel.

## Historie
První písemná zmínka o obci pochází z roku 1365. Říká, že Postřelmůvek náleží olomoucké kapitule.

## Kulturní památky
V katastru obce jsou evidovány tyto kulturní památky:
- Rolnická usedlost čp. 1 – lidová architektura z roku 1851 s náspí a průčelím členěným maltovým štítem
- Rolnická usedlost čp. 20 – lidová architektura z poloviny 19. století chalupnického typu s chlévem pod jednou střechou